# Kieliszkówka trąbkowata

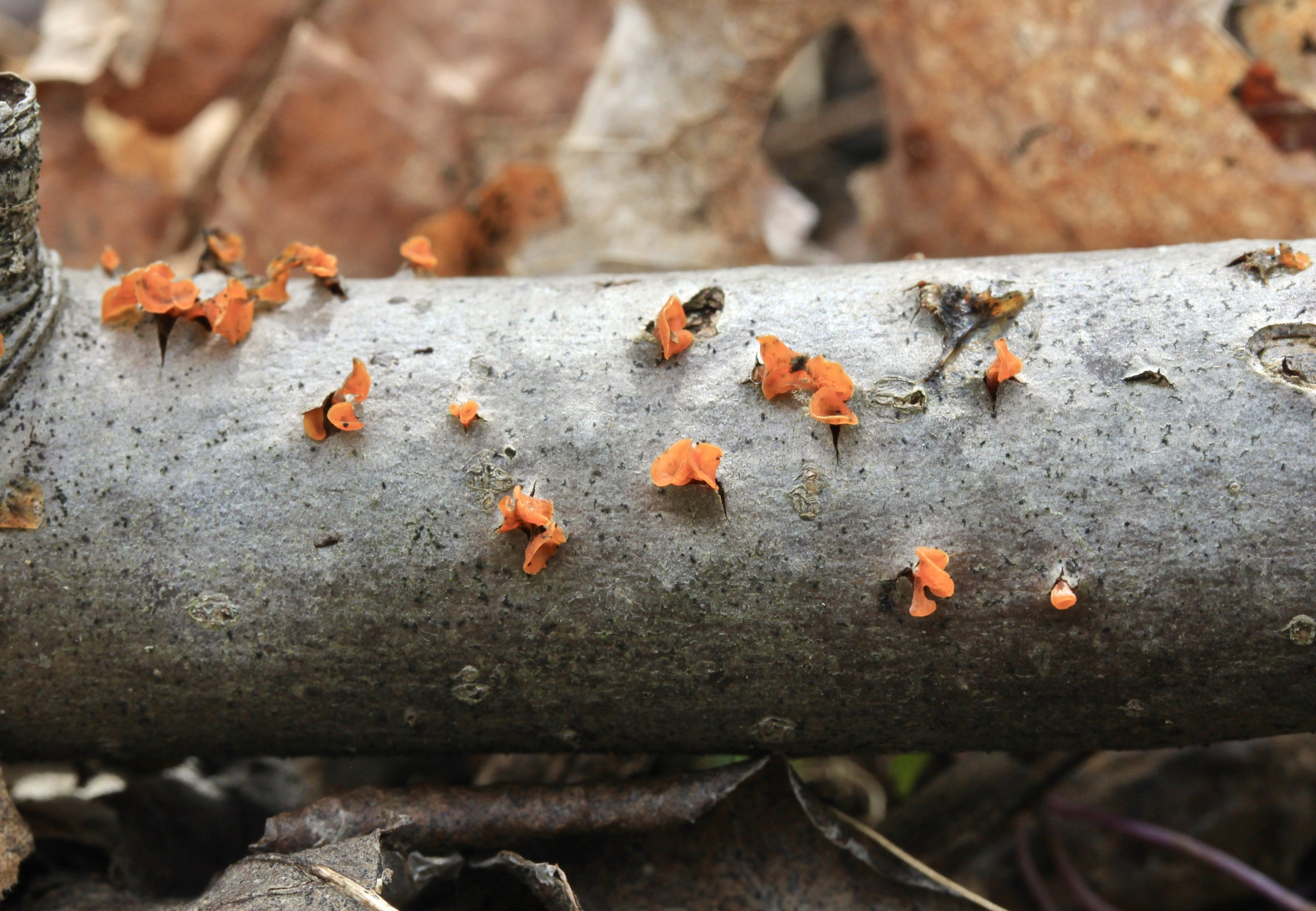

Kieliszkówka trąbkowata (Guepiniopsis buccina (Pers.) L.L. Kenn.) – gatunek grzybów z rodziny łzawnikowatych (Dacrymycetaceae).

## Systematyka i nazewnictwo
Pozycja w klasyfikacji według Index Fungorum: Guepiniopsis, Dacrymycetaceae, Dacrymycetales, Incertae sedis, Dacrymycetes, Agaricomycotina, Basidiomycota, Fungi.
Po raz pierwszy opisał go w 1801 r. Christiaan Hendrik Persoon, nadając mu nazwę Peziza buccina. Obecną, uznaną przez Index Fungorum nazwę nadała mu Lorene L. Kennedy w 1959 r. Ma 14 synonimów. Niektóre z nich:
- Ditiola merulina (Pers.) Rea 1922
- Guepinia peziza Tul. 1853[2].

Polską nazwę nadali Barbara Gumińska i Władysław Wojewoda w 1983 r.

## Morfologia
Owocnik
Wyglądem przypomina kieliszek. Ma szerokość 2–8 mm, wysokość 2–5 mm i zazwyczaj wyraźny trzon. Górna powierzchnia pomarańczowa, pomarańczowożółta lub żółta, naga, płaska lub wklęsła. Trzon zwężający się do podstawy. Trzon i dolna powierzchnia tej samej barwy co górna, lub nieco bledsza, chropowata z podłużnymi rowkami i grzbietami. Miąższ galaretowaty i gumowaty, o barwie od pomarańczowej do żółtawej, bez wyraźnego zapachu.
Cechy mikroskopowe
Zarodniki elipsoidalne lub nieco kiełbaskowate, zwykle lekko zagięte, o wymiarach 12–15 × 5–6 µm, gładkie, w KOH szkliste. Długo są jednokomórkowe, ale ostatecznie wykształcają się 3 przegrody. Podstawki w kształcie litery Y, gładkie, w KOH szkliste. Probazydia cylindryczne do maczugowatych. Strzępki w kontekście o szerokości 2–4 µm, gładkie, w KOH szkliste. Nie znaleziono sprzążek. Strzępki we włoskach skórki 25–35 × 5–10 µm. Tworzą palisadę, są cylindryczne do maczugowatych ze ścianami o grubości 2–5 µm, gładkie, w KOH szkliste.
Gatunki podobne
Kieliszkówka alpejska (Guepiniopsis alpina) ma bardzo podobne cechy makroskopowe, choć zwykle jest nieco większa. Pod mikroskopem jednak różni się znacznie; ma widoczne sprzążki i różnie ukształtowane włoski skórki. Ponadto występuje na drewnie drzew iglastych.

## Występowanie
Kieliszkówka trąbkowata występuje w Ameryce Północnej, Południowej, Europie, Azji, Oceanii i na Nowej Zelandii. W Polsce W. Wojewoda w 2003 r. przytoczył 4 stanowiska. Bardziej aktualne stanowiska podaje internetowy atlas grzybów. Znajduje się na Czerwonej liście roślin i grzybów Polski. Ma status E– gatunek wymierający, którego przeżycie jest mało prawdopodobne, jeśli nadal będą działać czynniki zagrożenia.
Grzyb nadrzewny, saprotrof. Występuje w lasach liściastych i mieszanych na martwym drewnie buków i dębów.